# Pièce des buffets
La pièce des buffets est une salle du château de Versailles, en France, utilisée pour le service des salles à manger et le rangement de la vaisselle. C'est la création sous Louis XV de salles à manger qui a entraîné celle de pièces des buffets.

## Présentation
Dans l'appartement intérieur du roi, il a eu plusieurs pièces des buffets, adjacentes à des salles à manger. On ne retiendra que celles du premier étage, les autres n'ayant qu'un intérêt anecdotique. A cet étage, il y a eu une première pièce des buffets, installée à côté de la salle à manger des retours de chasse vers 1750, en encorbellement sur la petite cour du roi et de configuration variable, puis détruite sous l'Empire, indique Christian Baulez.
Une seconde a été installée par la suite, qui desservait la salle à manger aux Salles Neuves créée en 1769 et faisait aussi office de salle de billard. Sous Louis XVI, le billard installé dans cette pièce servait à distraire les invités après les repas. Pendant ceux-ci, il était couvert d'un plateau et pouvait ainsi accueillir les officiers du roi ou les convives surnuméraires qui ne trouvaient pas place dans la salle à manger aux Salles Neuves. La pièce a récemment été transformée en Cabinet des porcelaines pour présenter les services de Vincennes-Sèvres du roi, dont le fameux service bleu céleste commandé à la manufacture de Vincennes par Louis XV. On y trouve également des pièces du service aux armes de France de la compagnie des Indes et des biscuits de Sèvres des surtouts de la table royale.
La seconde pièce des buffets a aussi servi pour les fameuses ventes privées de porcelaine organisées par Louis XV dans son petit appartement chaque décembre pour promouvoir les productions de la manufacture royale, deux siècles et demi avant que les ventes privées ne deviennent une pratique courante. Après 1769, elles se tinrent dans la salle à manger aux Salles Neuves, dont on utilisait l'imposante table d'acajou, dans la pièce des buffets voisine et même dans le salon des Jeux vidé de son mobilier, à l'exception de la grande table centrale. Les ventes de biscuits de Vincennes et Sèvres faisaient partie de ce rituel.

## Localisation

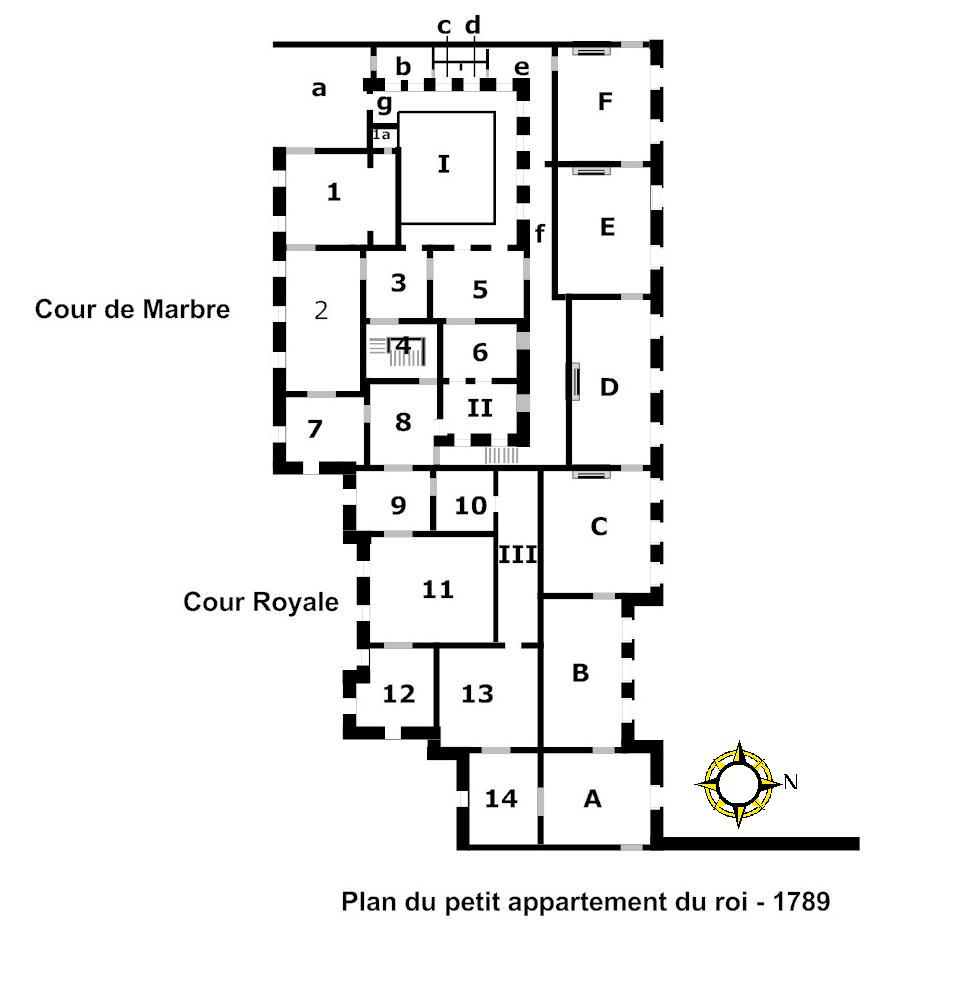
Plan du petit appartement du roi en 1789 ; La première pièce des buffets est en 6, la seconde en 13.

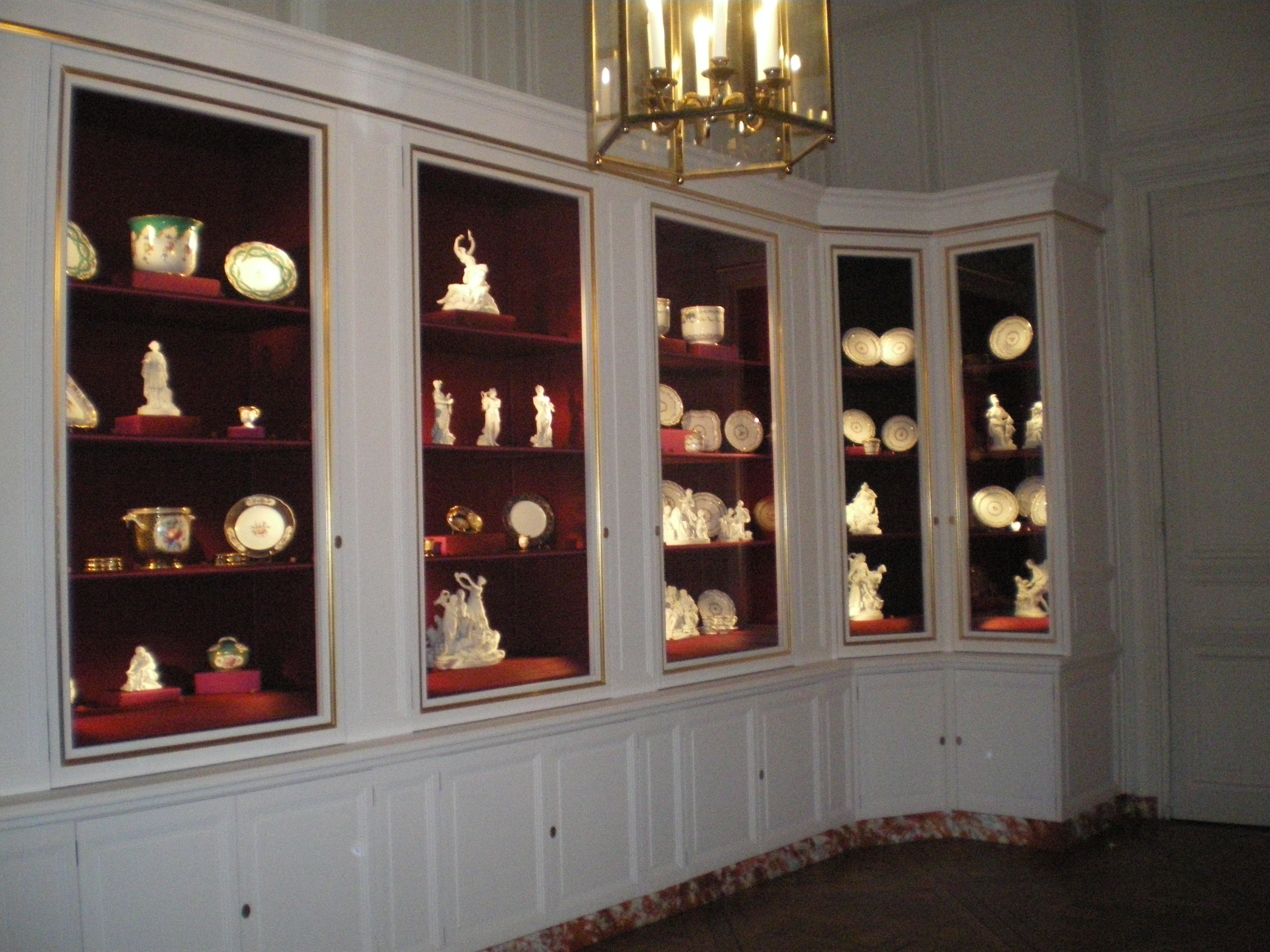
Le Cabinet des porcelaines au château de Versailles - Scénographie Jérôme Dumoux - 2019

Ces pièces des buffets sont situées dans le Petit Appartement du Roi, au premier étage du bâtiment principal du château de Versailles.
La première pièce communiquait à l'ouest avec la salle à manger des Retours de chasse (numéro 5 sur le plan). À l'est, la pièce surplombait la petite cour du Roi. La seconde communique avec le salon de Vénus au nord (B sur le plan), le salon des Jeux à l'est (14), l'escalier Louis-Philippe à l'ouest et la salle à manger aux Salles Neuves au sud (12).